# Evropské centrum Solidarity

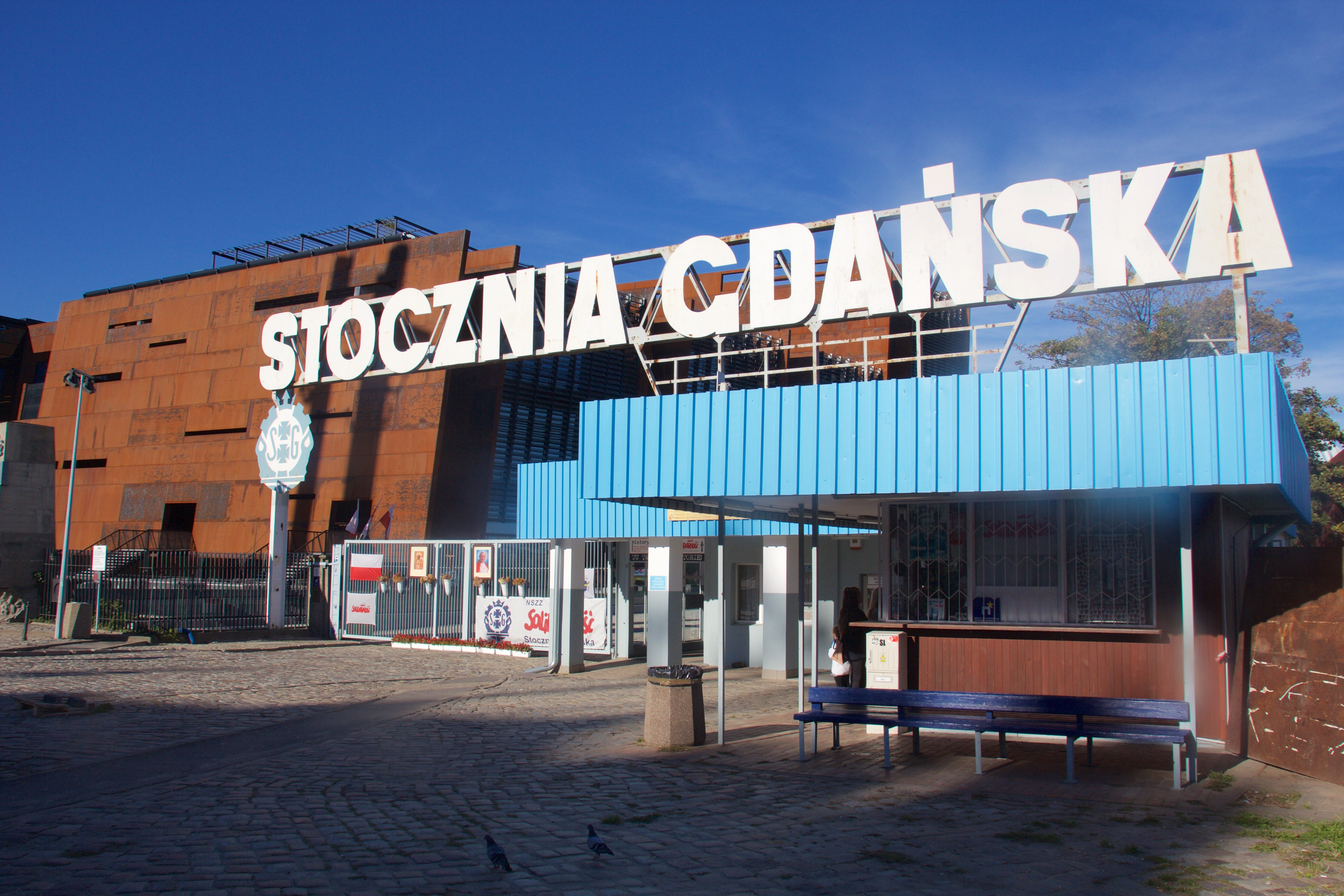
Evropské centrum solidarity

Evropské centrum Solidarity (polsky Europejskie Centrum Solidarności) je rozsáhlé muzeum s knihovnou, které se nachází na severu Polska v městě Gdaňsk. Mapuje polské dějiny od nástupu komunistického režimu až po jeho pád.

## Evropské dědictví
Této pamětihodnosti bylo uděleno označení Evropské dědictví, jelikož připomíná evropskou historii a ideály a upevňuje pocit sounáležitosti evropských občanů s EU na základě společné historie a kulturního dědictví.

## Historie
31. srpna 1980 je důležité historické datum, které odstartovalo pád komunismu ve střední a východní Evropě. Právě v ten den roku 1980 podepsal Lech Wałęsa dohodu s komunistickou vládou, která ukončila dlouhou stávku v gdaňské loděnici a umožnila vznik prvních svobodných a nezávislých odborů v této části Evropy – Solidarność, tedy Solidarita. Tyto události předznamenaly začátek konce monopolu komunistické moci.
Myšlenka založení centra vznikla v březnu 1998 z iniciativy předsedy gdaňské městské rady Pawła Adamowicze a historika Dr. Jerzyho Kuklińského. Dne 31. srpna 2005 proběhla na náměstí Solidarity manifestace, kde za přítomnosti 22 evropských premiérů a prezidentů bylo vydáno prohlášení, „ …Aby se tento živý památník – symbol vítězství pokojné revoluce hnutí Solidarita – stal světovým centrem pro pěstování myšlenek svobody, demokracie a solidarity.“ Dne 8. listopadu 2007 bylo založeno Evropské centrum Solidarity jako kulturní instituce. Ve stejném roce proběhla architektonická soutěž, které se zúčastnilo 58 ateliérů z celého světa. Vítězný návrh je dílem gdaňského ateliéru Fort Design. Základní kámen stavby byl položen dne 14. května 2011. Slavnosti se zúčastnil polský prezident Bronisław Komorowski.
Hrubá stavba byla dokončena 4. dubna 2012. Vybudování ECS stálo 231 milionů zlotých (cca 53,3 milionu eur), přičemž 113 milionů zlotých (cca 26 milionů eur) poskytla Evropská unie a zbývající prostředky byly uhrazeny z rozpočtu města Gdaňsk.
Centrum bylo otevřeno pro veřejnost 14. června 2014 jako velká moderní budova postavena v zajímavém industriálním stylu. Stalo se tak právě na výročí prvních svobodných voleb v Polsku (1989).

## Ocenění
V roce 2021 byla Stálé expozici ECS udělena Cena evropského dědictví / Europa Nostra 2021 – nejvýznamnější ocenění Evropské unie v oblasti kulturního dědictví.
V roce svého otevření bylo centrum zařazno mezi památky Evropského dědictví.

## K čemu dnes slouží

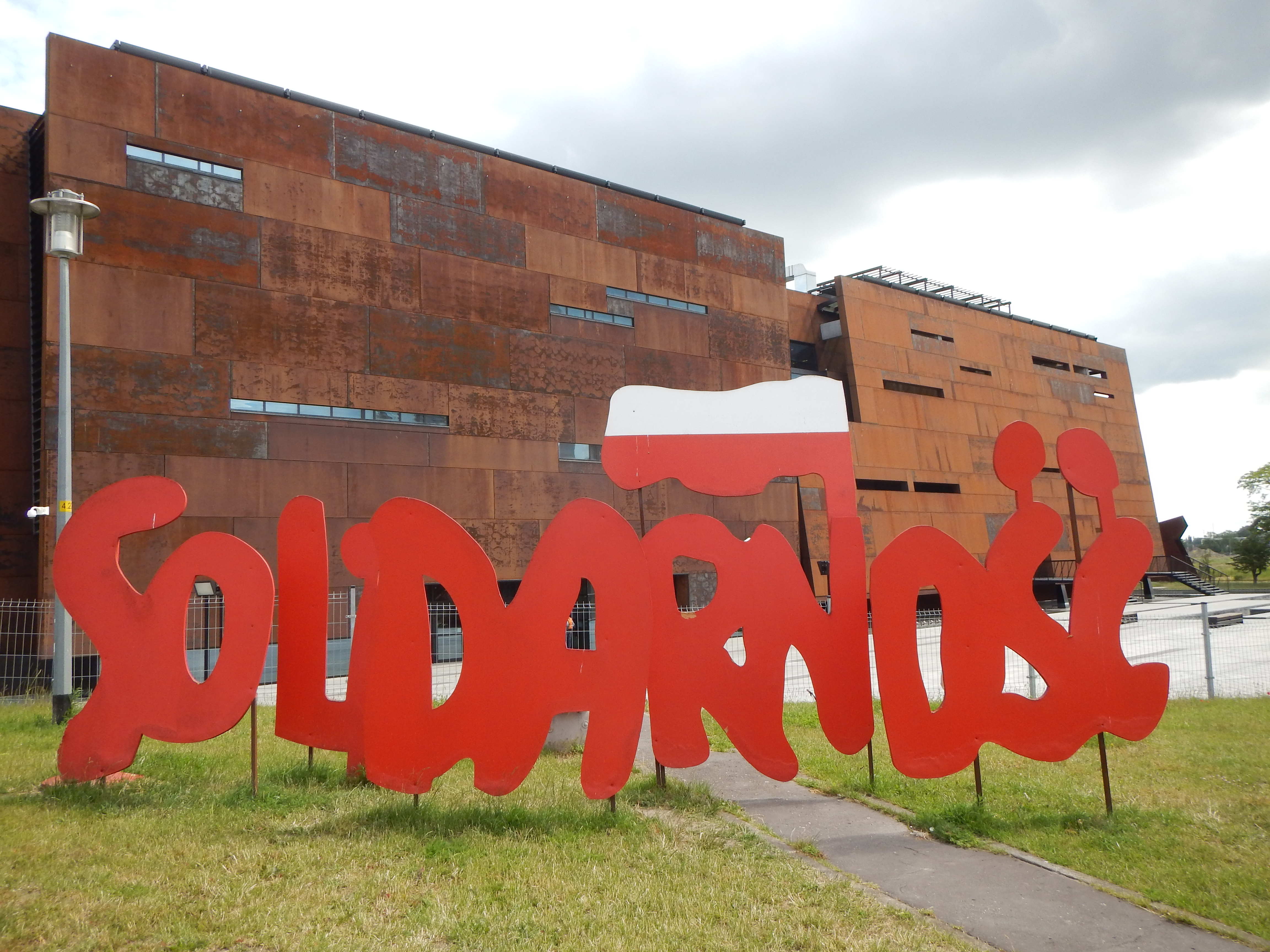
Evropské centrum Solidarity – nápis

Evropské centrum solidarity hraje velmi důležitou roli pro celý region. Budova stojí na historickém náměstí Solidarity v blízkosti gdaňských loděnic a je významným místem setkávání různých generací a zároveň prostředkem k propagaci myšlenek podporujících rozvoj občanské společnosti. Vedle své funkce výzkumného a vývojového centra, knihovny a konferenčního prostoru poskytuje zázemí také pro kulturní aktivity, jako je promítání filmů v kině, divadelní představení a pořádání výstav. Mezi nimi vyniká stálá expozice, která poutavě mapuje vznik a vývoj hnutí Solidarita a jeho historický význam pro Polsko i svět. Centrum je připraveno podpořit všechny demokratické transformace, zejména v totalitních zemích.

## Expozice
Ve stálých interaktivních expozicích se nachází více než 2 000 autentických artefaktů z období komunistického režimu, které detailně ilustrují vzestup odborových hnutí a postupný pád socialismu v Polsku. Kromě bohatě zpracovaných textových panelů jsou součástí expozice také speciální místnosti s projekčními plátny, kde se promítají dobové dokumenty, jež návštěvníkům přibližují klíčové okamžiky této historické éry.

## Vzhled

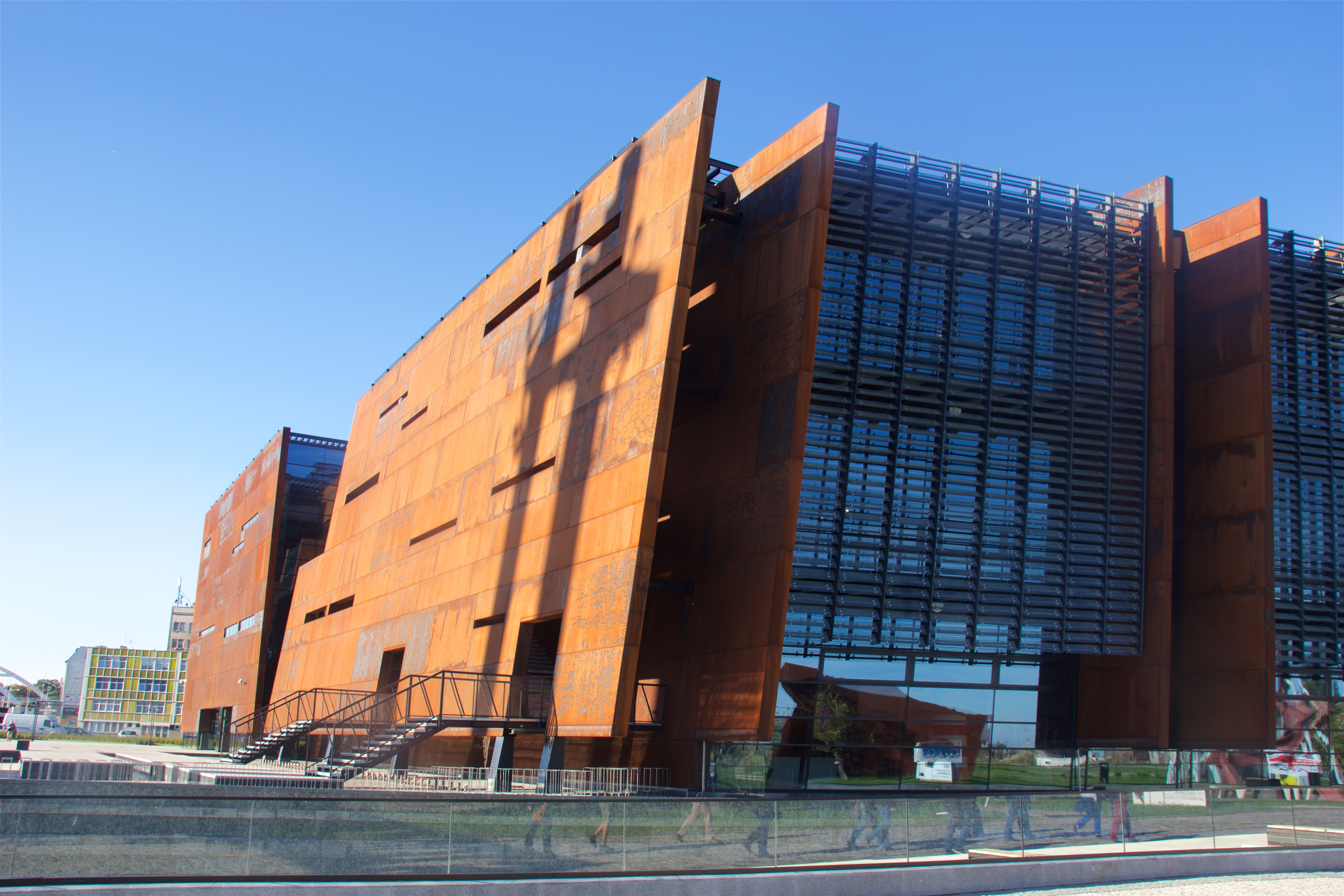
Evropské centrum Solidarity – vzhled

Část budovy je nakloněná doprava a fasádu tvoří rezavějící ocelové souběžně a pravidelně rozmístěné plechy zbavené jakýchkoli složitých detailů, které mají symbolizovat historii tohoto místa spojenou s loděnicemi a doky. I interiér stavby se snaží evokovat atmosféru někdejších doků, což je patrné například na kovových obkladech připomínajících lodní trup. K tomu byl použit speciální materiál – povětrnostně odolná ocel CORTEN, jejíž povrch je navržen tak, aby napodoboval postupné rezavění pod vlivem vlhkého mořského klimatu. Symbolicky může tato koroze představovat i rozklad tehdejšího společenského systému, který sužoval Polsko. Výrazným prvkem je také vertikální pás skla přerušující jednu ze stěn. Skrze něj lze spatřit Pomník padlým zaměstnancům loděnic se třemi kotvami ve tvaru křížů, což jasně odkazuje na loděnice a loďaře.